# 53537 Zhangyun
53537 Zhangyun este o planetă minoră (asteroid) din centura de asteroizi. A fost descoperită pe 6 ianuarie 2000 la Stația Anderson Mesa de Lowell Observatory Near-Earth-Object Search și a fost numită după Yun Zhang⁠(d). 
Obiectul prezintă o orbită caracterizată de o semiaxă mare de 2,4484625702217 UAi, o excentricitate de 0,07925513458548, o înclinație de 4,8380799085433 ° în raport cu ecliptica.